# Patrick Kammerbauer
Patrick Kammerbauer (Raitenbuch, 11 februari 1997) is een Duits voetballer die bij voorkeur als defensieve middenvelder speelt. Hij stroomde in 2016 door vanuit de jeugd van FC Nürnberg. Sedert 30 januari 2018 staat hij onder contract bij SC Freiburg die hem vanaf januari 2019 verhuurde aan Holstein Kiel.

## Clubcarrière
Heintz werd op zijn tiende opgenomen in de jeugd van FC Nürnberg. Daarvoor speelde hij bij DJK Raitenbusch. Hij debuteerde op 16 oktober 2016 in het seizoen 2016/17, tegen Karlsruher SC. Hij kwam tijdens de 91ste minuut op het veld in de plaats van Hanno Behrens. Zijn eerste doelpunt maakte hij op 4 februari 2017 van hetzelfde seizoen. Hij scoorde in de 68ste minuut tegen FC Heidenheim. Op 30 januari 2018 maakte hij de overstap naar SC Freiburg alwaar hij de eerste maanden kennismaakte met het niveau van de Bundesliga en enkele wedstrijden speelde in het tweede elftal van SC Freiburg. Sedert januari 2019 werd hij verhuurd aan Holstein Kiel, uitkomend in de 2. Bundesliga die een optie tot aankoop in de overeenkomst heeft laten plaatsen.

## Clubstatistieken
| Seizoen | Club           | Competitie           | Competitie | Competitie | Beker | Beker | Internationaal | Internationaal | Totaal | Totaal |
| Seizoen | Club           | Competitie           | Wed.       | Dlp.       | Wed.  | Dlp.  | Wed.           | Dlp.           | Wed.   | Dlp.   |
| ------- | -------------- | -------------------- | ---------- | ---------- | ----- | ----- | -------------- | -------------- | ------ | ------ |
| 2016/17 | FC Nürnberg    | 2. Bundesliga        | 20         | 1          | 1     | 0     | —              | —              | 21     | 1      |
| 2017/18 | FC Nürnberg    | 2. Bundesliga        | 11         | 0          | 3     | 0     | —              | —              | 14     | 0      |
| 2017/18 | SC Freiburg II | Regionalliga Südwest | 5          | 2          | 0     | 0     | —              | —              | 5      | 2      |
| 2018/19 | SC Freiburg    | Bundesliga           | 1          | 0          | 0     | 0     | —              | —              | 1      | 0      |
| 2018/19 | →Holstein Kiel | 2. Bundesliga        | 1          | 0          | 0     | 0     | —              | —              | 1      | 0      |
| Totaal  | Totaal         | Totaal               | 38         | 3          | 4     | 0     | 0              | 0              | 42     | 0      |

Bijgewerkt op 4 februari 2018